# Coupe du Danemark de football 2014-2015
Navigation
Édition précédente Édition suivante
La coupe du Danemark de football 2014-2015 est la 61e édition de la coupe du Danemark de football, organisée par la Fédération danoise de football. Elle prend place du 2 août 2014 au 14 mai 2015. Elle voit le FC Copenhague remporter la compétition pour la sixième fois de son histoire.

## Format
52 équipes de la série danoise ou inférieure, les 32 clubs de la 2e division 2013/14, 10 équipes de la 1re division 2013/14 ainsi que les onzième et douzième équipes de la Superliga 2013/14 participent à cette compétition.

### Demi-finales aller
| 15 avril 2015 | FC Vestsjælland (D1)      | 2 - 0                    | SønderjyskE (D1) | Harboe Arena, Slagelse                         |                                                |
| 18h00         | 70e Jónsson · 85e Véllios | (0 - 0)                  |                  | Spectateurs : 3 359 Arbitrage : Anders Poulsen | Spectateurs : 3 359 Arbitrage : Anders Poulsen |
| 18h00         |                           | 23e Pourié · 86e Lodberg |                  | Spectateurs : 3 359 Arbitrage : Anders Poulsen | Spectateurs : 3 359 Arbitrage : Anders Poulsen |

| 16 avril 2015 | FC Copenhague (D1) | 1 - 1   | Esbjerg fB (D1) | Parken Stadium, Copenhague                |                                           |
| 18h15         | 11e Toutouh        | (1 - 0) | 68e van Buren   | Spectateurs : 6 308 Arbitrage : Jens Maae | Spectateurs : 6 308 Arbitrage : Jens Maae |
| 18h15         | 44e Augustinsson   |         |                 | Spectateurs : 6 308 Arbitrage : Jens Maae | Spectateurs : 6 308 Arbitrage : Jens Maae |

### Demi-finales retour
| 29 avril 2015 | SønderjyskE (D1)                                        | 1 - 0   | FC Vestsjælland (D1)                   | Sydbank Park, Haderslev                      |                                              |
| 18h00         | 5e Absalonsen                                           | (1 - 0) |                                        | Spectateurs : 3 476 Arbitrage : Jakob Kehlet | Spectateurs : 3 476 Arbitrage : Jakob Kehlet |
| 18h00         | 58e Paulsen · 66e Kanstrup · 75e Pourié · 90+4e Oggesen |         | 34e Madsen · 54e Véllios · 84e Jónsson | Spectateurs : 3 476 Arbitrage : Jakob Kehlet | Spectateurs : 3 476 Arbitrage : Jakob Kehlet |

| 30 avril 2015 | Esbjerg fB (D1)           | 0 - 1   | FC Copenhague (D1) | Blue Water Arena, Esbjerg                   |                                             |
| 19h30         |                           | (0 - 0) | 79e Augustinsson   | Spectateurs : 9 011 Arbitrage : Kenn Hansen | Spectateurs : 9 011 Arbitrage : Kenn Hansen |
| 19h30         | 37e Knudsen · 52e Larsson |         |                    | Spectateurs : 9 011 Arbitrage : Kenn Hansen | Spectateurs : 9 011 Arbitrage : Kenn Hansen |

#### Finale
| Finale            | FC Vestsjælland (D1)                                   | 2 - 3 a.p. | FC Copenhague (D1)                               | Parken Stadium, Copenhague                        |                                                   |
| 14 mai 2015 16h00 | 31e Véllios · 88e Sørensen                             | (1 - 0)    | 46e Nilsson · 54e Sigurðarson · 102e Hendriksson | Spectateurs : 24 095 Arbitrage : Michael Tykgaard | Spectateurs : 24 095 Arbitrage : Michael Tykgaard |
| 14 mai 2015 16h00 | 73e Kure · 83e Véllios · 90e Dal Hende · 117e Sørensen |            | 36e Delaney · 50e Sigurðarson                    | Spectateurs : 24 095 Arbitrage : Michael Tykgaard | Spectateurs : 24 095 Arbitrage : Michael Tykgaard |